# Turdoides
Turdoides és un gènere d'ocells que era ubicat a la família dels timàlids (Timaliidae), si bé, actualment s'inclouen a una família de nova creació: Leiothrichidae. Es distribueixen per Àfrica i Àsia meridional. Són ocells de colors modestos, gris o marró, de certa grandària i cua llarga. S'alimenten en grups sorollosos.

## Taxonomia
En època recent aquest gènere a patit una forta reestructuració arran els treballs de Cibois et al, 2018.
Tres de les espècies, gilberti, rufocinctus i chapini, eren classificades al gènere Kupeornis Serle, 1949, ara considerat obsolet pel Congrés Ornitològic Internacional., que en la seua versió 11.1, 2021 classifica Turdoides en 19 espècies:
- Turdoides nipalensis - tordenc del Nepal.
- Turdoides atripennis - xerraire caputxí.
- Turdoides gilberti - xerraire muntanyenc gorjablanc.
- Turdoides chapini - xerraire muntanyenc de Chapin.
- Turdoides rufocinctus - xerraire muntanyenc coll-roig.
- Turdoides plebejus - tordenc alabrú.
- Turdoides leucopygia - tordenc de carpó blanc.
- Turdoides hindei - tordenc de Hinde.
- Turdoides squamulata - tordenc escatós.
- Turdoides jardineii - tordenc de Jardine.
- Turdoides gymnogenys - tordenc d'ulleres.
- Turdoides leucocephala - tordenc capblanc.
- Turdoides reinwardtii - tordenc encaputxat.
- Turdoides tenebrosa - tordenc fosc.
- Turdoides bicolor - tordenc bicolor.
- Turdoides hartlaubii - tordenc de Hartlaub.
- Turdoides sharpei - tordenc de Sharpe.
- Turdoides melanops - tordenc canós.
- Turdoides hypoleuca - xerraire bigarrat.